# Ayuntamiento de La Orotava
El Ayuntamiento de La Orotava es la institución que se encarga de gobernar de la villa y el municipio de La Orotava (Canarias, España). Está presidido por el alcalde de La Orotava, que desde 1979 es elegido democráticamente por sufragio universal. Actualmente es Francisco Linares, de Coalición Canaria. La corporación municipal desde las elecciones municipales de 2011 está formada por 13 concejales de Coalición Canaria-Partido Nacionalista Canario-Centro Canario Nacionalista, 3 del Partido Popular, 3 del Partido Socialista Obrero Español, 3 del Partido Popular y 2 de Iniciativa por La Orotava.

## Casa consistorial
El Ayuntamiento tiene su sede en el palacio municipal, de estilo neoclásico y cuya construcción terminó en 1895. Preside la plaza del Ayuntamiento, antiguamente llamada plaza de Alfonso XIII.

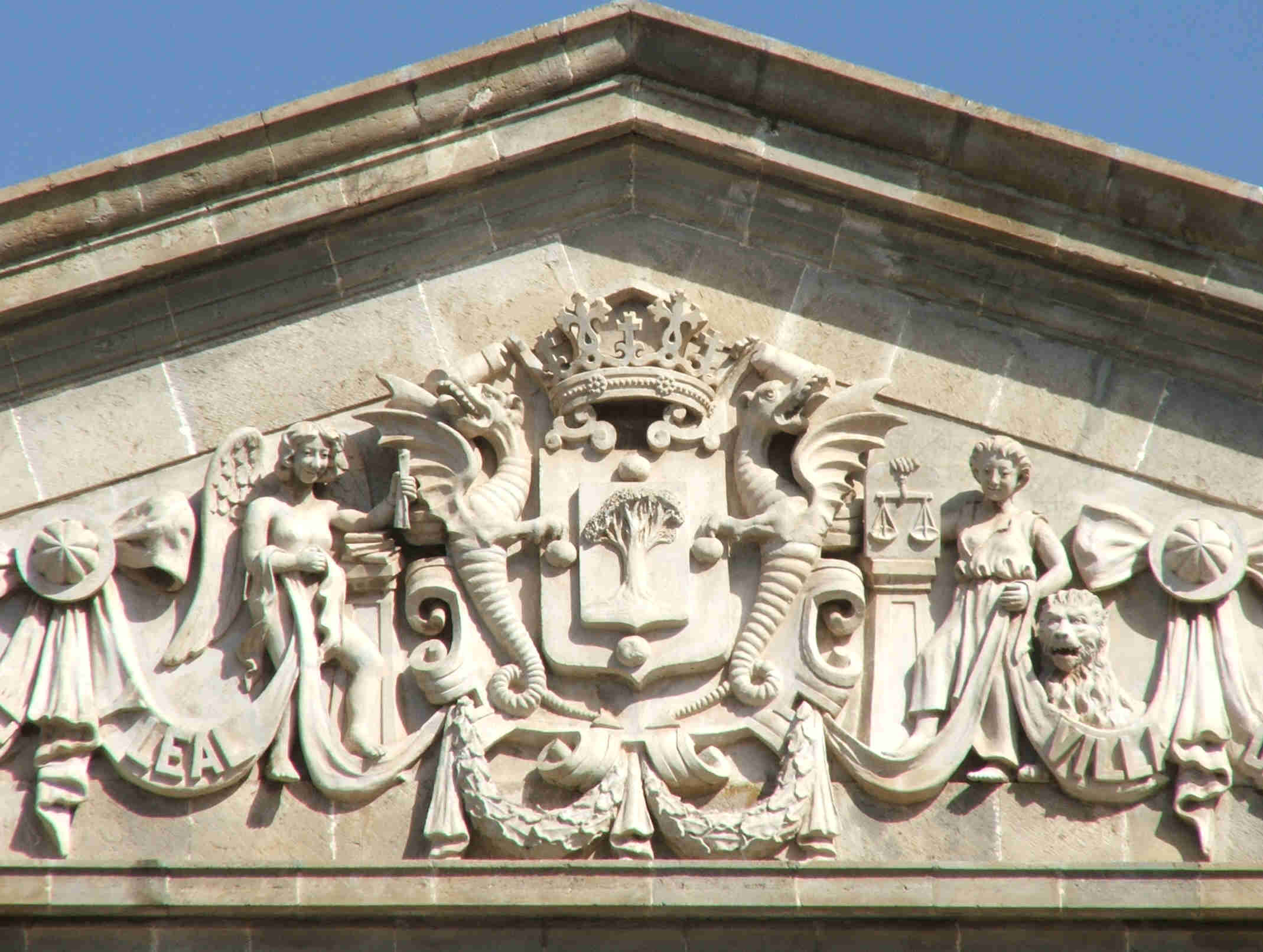
Tímpano

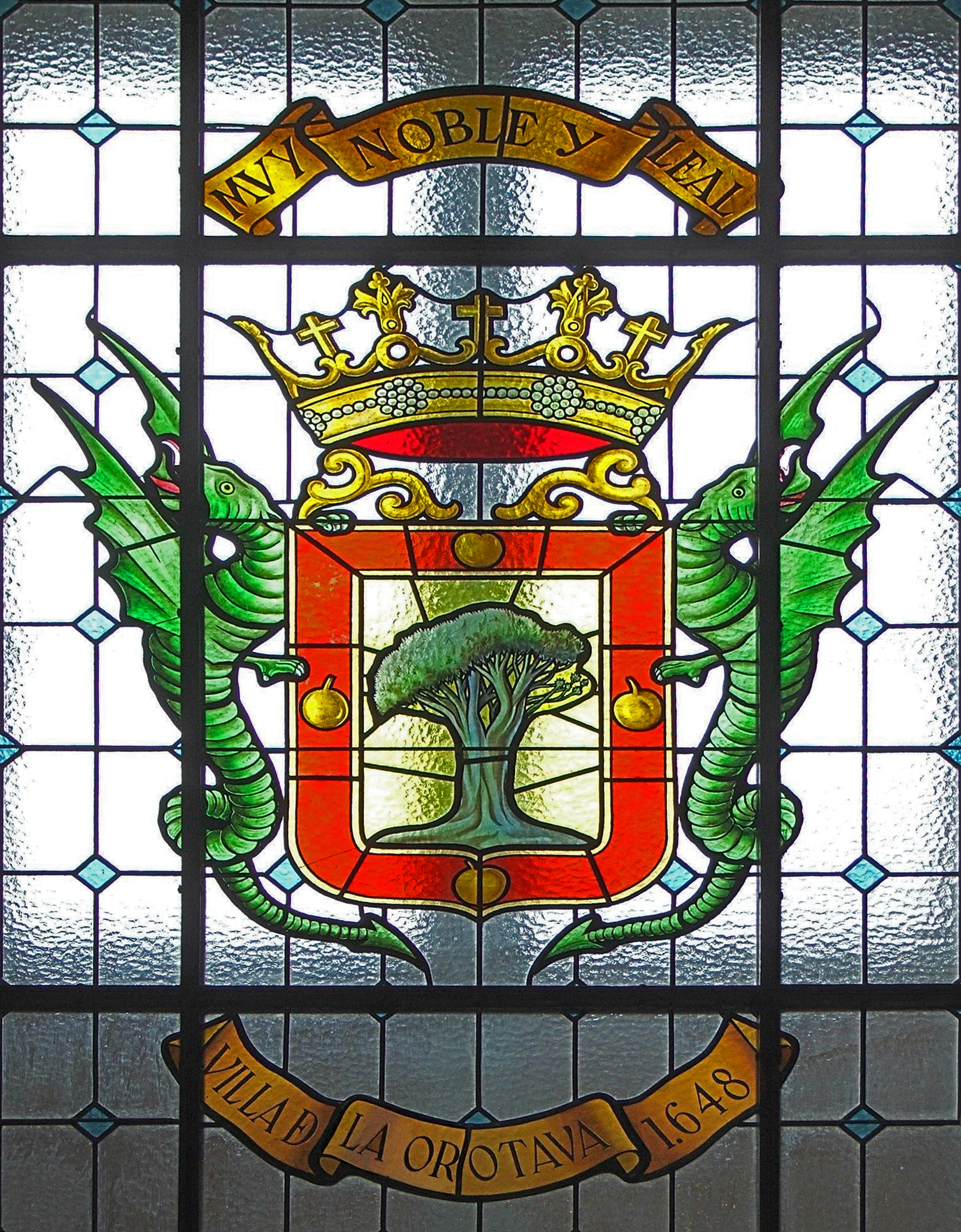
Escudo de La Orotava en un ventanal del edificio

## Alcaldes
| Periodo   | Nombre                                                                    | Partido                                      |
| --------- | ------------------------------------------------------------------------- | -------------------------------------------- |
| 1979-1983 | Francisco Sánchez García                                                  | Agrupación Independiente de La Orotava (AIO) |
| 1983-1987 | Isaac Valencia Domínguez                                                  | Agrupación Tinerfeña de Independientes (ATI) |
| 1987-1991 | Isaac Valencia Domínguez                                                  | Agrupación Tinerfeña de Independientes (ATI) |
| 1991-1995 | Isaac Valencia Domínguez                                                  | Agrupación Tinerfeña de Independientes (ATI) |
| 1995-1999 | Isaac Valencia Domínguez                                                  | Coalición Canaria (CC)                       |
| 1999-2003 | Isaac Valencia Domínguez                                                  | Coalición Canaria (CC)                       |
| 2003-2007 | Isaac Valencia Domínguez                                                  | Coalición Canaria (CC)                       |
| 2007-2011 | Isaac Valencia Domínguez                                                  | Coalición Canaria (CC)                       |
| 2011-2015 | Isaac Valencia Domínguez (2011–2013) Francisco Linares García (2013–2015) | Coalición Canaria (CC)                       |
| 2015-2019 | Francisco Linares García                                                  | Coalición Canaria (CC)                       |
| 2019-2023 | Francisco Linares García                                                  | Coalición Canaria (CC)                       |
| 2023-act. | Francisco Linares García                                                  | Coalición Canaria (CC)                       |

## Evolución de la deuda viva municipal
El concepto de deuda viva contempla sólo las deudas con cajas y bancos relativas a créditos financieros, valores de renta fija y préstamos o créditos transferidos a terceros, excluyéndose, por tanto, la deuda comercial.
| Gráfica de evolución de la deuda viva del Ayuntamiento entre 2008 y 2023                             |
| |
| Deuda viva del Ayuntamiento de La Orotava, en miles de euros, según datos del Ministerio de Hacienda |

## Pleno
| Partido político | Partido político                                                    | 1979   | 1983   | 1987   | 1991   | 1995   | 1999   | 2003   | 2007   | 2011   | 2015   | 2019   | 2023   |
| Partido político | Partido político                                                    | Ediles | Ediles | Ediles | Ediles | Ediles | Ediles | Ediles | Ediles | Ediles | Ediles | Ediles | Ediles |
|                  | Coalición Canaria (CC)                                              | —      | —      | —      | —      | —      | 15     | 12     | 12     | 13     | 12     | 13     | 13     |
|                  | Partido Socialista Obrero Español (PSOE)                            | 2      | 5      | 4      | 4      | 3      | 2      | 3      | 3      | 3      | 4      | 5      | 4      |
|                  | Partido Popular (PP)-Alianza Popular (AP)                           | 1      | 2      | 0      | 0      | 2      | 1      | 1      | 2      | 3      | 2      | 1      | 2      |
|                  | Asamblea por La Orotava                                             | —      | —      | —      | —      | —      | —      | —      | —      | —      | —      | 2      | 2      |
|                  | Podemos                                                             | —      | —      | —      | —      | —      | —      | —      | —      | —      | 3      | —      | 0      |
|                  | Iniciativa por La Orotava (IpO)                                     | —      | —      | —      | —      | —      | 3      | 5      | 3      | 2      | —      | —      | —      |
|                  | Izquierda Unida (IU)-Los Verdes (LV)                                | 0      | —      | —      | —      | 1      | 0      | PSOE   | 1      | 0      | —      | —      | —      |
|                  | Agrupación Tinerfeña de Independientes (ATI)                        | —      | 10     | 15     | 13     | 13     | CC     | —      | —      | —      | —      | —      | —      |
|                  | Iniciativa Canaria Nacionalista (ICAN)                              | —      | —      | —      | 3      | 2      | —      | —      | —      | —      | —      | —      | —      |
|                  | Centro Democrático y Social (CDS)-Unión de Centro Democrático (UCD) | 8      | 0      | 2      | 2      | —      | —      | —      | —      | —      | —      | —      | —      |
|                  | Unión del Pueblo Canario (UPC)                                      | 2      | 2      | —      | —      | —      | —      | —      | —      | —      | —      | —      | —      |
|                  | Agrupación Independiente de La Orotava (AIO)                        | 8      | —      | —      | —      | —      | —      | —      | —      | —      | —      | —      | —      |

## Resultados electorales
| Partido político                         | 2023  | 2023   | 2023       | 2019  | 2019   | 2019       | 2015  | 2015   | 2015       | 2011  | 2011   | 2011       | 2007  | 2007   | 2007       |
| Partido político                         | %     | Votos  | Concejales | %     | Votos  | Concejales | %     | Votos  | Concejales | %     | Votos  | Concejales | %     | Votos  | Concejales |
| Coalición Canaria (CC)                   | 53,65 | 12 391 | 13         | 54,76 | 12 706 | 13         | 50,86 | 11 981 | 12         | 52,04 | 12 499 | 13         | 52,00 | 12 603 | 12         |
| Partido Socialista Obrero Español (PSOE) | 17,12 | 3955   | 4          | 23,31 | 5410   | 5          | 17,91 | 4218   | 4          | 13,23 | 3177   | 3          | 14,92 | 3615   | 3          |
| Partido Popular (PP)                     | 11,91 | 2751   | 2          | 6,51  | 1511   | 1          | 11,81 | 2781   | 2          | 14,53 | 3490   | 3          | 8,50  | 2061   | 2          |
| Asamblea por La Orotava                  | 10,16 | 2348   | 2          | 10,41 | 2417   | 2          | –     | –      | –          | –     | –      | –          | –     | –      | –          |
| Podemos                                  | 1,06  | 246    | 0          | –     | –      | –          | 13,44 | 3166   | 3          | –     | –      | –          | –     | –      | –          |
| Iniciativa por La Orotava (IpO)          | –     | –      | –          | –     | –      | –          | –     | –      | –          | 9,39  | 2255   | 2          | 12,14 | 2943   | 3          |
| Izquierda Unida (IU)                     | –     | –      | –          | –     | –      | –          | –     | –      | –          | 4,98  | 1197   | 0          | 7,90  | 1914   | 1          |